# Smilax jamesii
Smilax jamesii là một loài thực vật có hoa trong họ Smilacaceae. Loài này được G.A.Wallace miêu tả khoa học đầu tiên năm 1979.